# Рязанцев, Александр Иванович
Алекса́ндр Ива́нович Ряза́нцев (16 июля 1904, Волково, Вятская губерния — 14 марта 1945, Гдыня) — гвардии подполковник Рабоче-крестьянской Красной Армии, участник Великой Отечественной войны, Герой Советского Союза (1945).

## Биография
Александр Рязанцев родился 16 июля 1904 года в селе Волково (ныне — Слободской район (Кировская область) Кировской области). После окончания шести классов школы служил переписчиком в Шепелёвском волисполкоме. С 1920 по 1925 год работал конторщиком на меховой фабрике, табельщиком, мойщиком и квасильщиком овчин на шубно-овчинном заводе. С августа 1925 года и до призыва в армию был инструктором ликбеза. 
В октябре 1926 года Рязанцев был призван на службу в Рабоче-крестьянскую Красную Армию. Служил командиром отделения, помощником командира взвода и старшиной роты 2-го территориального стрелкового полка. В 1933 году он окончил курсы начсостава связи, в 1934 и 1937 годах — артиллерийские курсы усовершенствования командного состава. Участвовал в боях на реке Халхин-Гол. С начала Великой Отечественной войны.
К марту 1945 года гвардии подполковник Александр Рязанцев командовал 2-й гвардейской мотострелковой бригадой 3-го гвардейского танкового корпуса 19-й армии 2-го Белорусского фронта. Отличился во время освобождения Польши. 5 марта 1945 года бригада Рязанцева прорвала немецкую оборону, нанеся противнику большие потери, и в числе первых вышла к Балтийскому морю в районе городов Кошалин и Колобжег. 14 марта 1945 года Рязанцев погиб в бою за город Гдыня. Похоронен на Военном кладбище Минска.
Указом Президиума Верховного Совета СССР от 29 июня 1945 года за «образцовое выполнение боевых заданий командования на фронте борьбы с немецкими захватчиками и проявленные при этом мужество и героизм» гвардии подполковник Рязанцев Александр Иванович посмертно был удостоен высокого звания Героя Советского Союза. Также был награждён двумя орденами Ленина, орденами Красного Знамени и Красной Звезды.